# 580 Selene
För andra betydelser, se Selene (olika betydelser).
580 Selene eller A905 YB är en asteroid i huvudbältet, som upptäcktes 17 december 1905 av den tyske astronomen Max Wolf i Heidelberg. Den har fått sitt namn efter Selene, en av mångudinnorna i den grekiska mytologin.
Asteroiden har en diameter på ungefär 48 kilometer.